# Cyrestis adaemon
Cyrestis adaemon är en fjärilsart som beskrevs av Frederick DuCane Godman och Osbert Salvin 1879. Cyrestis adaemon ingår i släktet Cyrestis och familjen praktfjärilar. Inga underarter finns listade i Catalogue of Life.